# Julius Harris
Julius W. Harris (ur. 17 sierpnia 1923 w Filadelfii, zm. 17 października 2004 w Los Angeles) – amerykański aktor. 
Odtwórca roli Tee Hee Johnsona, jednego z wrogów agenta 007 (Roger Moore), głównego pomocnika czarnego charakteru doktora Kanangi (Yaphet Kotto), mającego stalową protezę ramienia zakończoną szczypcami w filmie o przygodach Jamesa Bonda Żyj i pozwól umrzeć (1973).

## Życiorys
Urodził się w Filadelfii w Pensylwanii. Jego ojciec był muzykiem i matka zatrudniona w Cotton Club w Nowym Jorku jako tancerka. Harris pracował jako pielęgniarz, sanitariusz, portier i bramkarz w nowojorskich klubach jazzowych. Zanim rozpoczął karierę aktorską, służył jako medyk w United States Army podczas II wojny światowej. Po spotkaniu z wieloma borykającymi się z problemami aktorami odważył się wziąć udział w przesłuchaniu do swojej pierwszej roli i został obsadzony w roli alkoholika Willa Andersona, ojca Duffa w melodramacie Nothing But a Man (1964) z Abbey Lincoln, docenionym przez krytyków o życiu Afroamerykanów w Birmingham. Następnie został obsadzony w roli Shadracha w dramacie Niewolnicy (Slaves, 1969), którego akcja rozgrywa się w południowych Stanach Zjednoczonych w latach pięćdziesiątych XIX wieku i opowiada historię dwóch czarnych niewolników (Dionne Warwick, Ossie Davis) sprzedanych sadystycznemu właścicielowi plantacji (Stephen Boyd). W 1971 zadebiutował na Broadwayu jako Żuraw Słodyczy w sztuce Charlesa Gordone Nie ma miejsca, w którym można być kimś. 
W latach 70. grał w filmach typu blaxploitation, w tym w Odlot (Super Fly, 1972) jako Scatter, Wielka wygrana Shafta (Shaft’s Big Score!, 1972) w roli kapitana Bollina, w reż. Larry’ego Cohena w roli ojca Gibbsa – Czarny Cezar (Black Caesar, 1973) i Piekło w środku Harlemu (Hell Up in Harlem, 1973) oraz Friday Foster (1975) jako „Monk” Riley. Występował też w produkcjach telewizyjnych, w tym w roli prezydenta Idiego Amina w dramacie ABC Zwycięstwo nad Entebbe (Victory at Entebbe, 1976) obok takich gwiazd kina jak Helmut Berger, Linda Blair, Anthony Hopkins, Burt Lancaster, Elizabeth Taylor, Richard Dreyfuss, i Kirk Douglas, a także jako wielebny Daniel w miniserialu ABC Żony Hollywoodu (Hollywood Wives, 1985) na podstawie powieści Jackie Collins.
Miał córkę Kimberly i syna Gideona. Zmarł 17 października 2004 w swoim domu w dzielnicy Woodland Hills w Los Angeles na zawał serca w wieku 81 lat.

## Filmografia

### Filmy
- Wielka wygrana Shafta (1972) jako Bollin
- Żyj i pozwól umrzeć (1973) jako Tee Hee Johnson
- Długi postój na Park Avenue (1974) jako inspektor Daniels
- Zróbmy to jeszcze raz (1975) jako Bubbletop Woodson
- King Kong (1976) jako Boan
- Wyspy na Golfsztromie (1977) jako Joseph
- W poszukiwaniu idealnego kochanka (1977) jako Black Cat
- Człowiek ciemności (1990) jako grabarz
- Harley Davidson i Marlboro Man (1991) jako ojciec Jimmy’ego Jilesa

### Seriale
- Pogoda dla bogaczy (1976) jako Augie
- Kojak (1977) jako Joe Addison
- The Incredible Hulk (1979) jako doktor Alden
- Cagney i Lacey (1983) jako Bardo
- Niesamowite historie (1985) jako Joe
- Capitol (1986) jako tata Nebo
- Statek miłości (1986) jako minister
- Cagney i Lacey (1986) jako sierżant major Brennan
- Złotka (1991) jako pan Lewis
- Napisała: Morderstwo (1991) jako Jack Lee Johnson
- Eerie, Indiana (1992) jako rekwizytor
- Gliniarz i prokurator (1992) jako James Allan Chester
- Ostry dyżur (1997) jako Gramps